# Pretty Girl (EP)
《Pretty Girl》은 2008년 12월 4일 발매된 카라의 두 번째 미니 앨범이다.

## 배경
- 11월 29일 - 두 번째 미니앨범 'Pretty Girl' 티저버전 공개
- 12월 3일 - 'Pretty Girl' 뮤직비디오 공개
- 12월 4일 - 두 번째 미니앨범 《Pretty Girl (2nd Mini Album)》 발매
- 12월 4일 - Mnet 엠 카운트다운, 'Pretty Girl' 첫 무대
- 12월 29일 - SBS 가요대전에서 'Pretty Girl (Bani Ver.)' 스페셜 스테이지
- 1월 4일 - SBS 인기가요에서 'Pretty Girl (Bani Ver.)' 스페셜 스테이지

## 특징과 대표곡
- 2번째 트랙 〈Pretty Girl〉는 타이틀곡으로서 많은 춤이 있다. (화장춤, 당당하게 걷기춤, 예예춤)
- 2008년 12월 5일 KBS 《뮤직뱅크》에서 구하라가 실수를 하는 바람에, 그 날 인기검색어에 뜨게 되었고, 화제가 되었다[1].
- 데뷔 이래로 〈Pretty Girl〉로 처음으로 2위를 하는 영광을 안게 되었다.
- 2009년에 태국 AS TV 아시아 팝 차트에서 1위 한바있다[2].

## 트랙 리스트
| #  | 제목          | 작사           | 작곡           | 재생 시간 |
| -- | ------------- | -------------- | -------------- | --------- |
| 1. | 하니          | 송수윤         | 한재호, 김승수 | 3:41      |
| 2. | Pretty Girl   | 송수윤         | 한재호, 김승수 | 3:29      |
| 3. | 요를레이      | E-TRIBE        | E-TRIBE        | 3:39      |
| 4. | My Darling    | 김보아         | 이주형         | 3:10      |
| 5. | 나는... (Ing) | 이주형, 김보아 | 이주형, 김보아 | 3:42      |

## 고무장갑 응원
SBS 인기가요 방송중 카라가 손을 들고 흔드는 안무 장면에 팬클럽 카밀리아 중 일부가 손에 고무장갑을 끼고 함께 손을 흔드는 장면이 포착되면서 네티즌 사이에서 화제를 일으켰다.